# Митридатовы войны
Митрида́товы во́йны — серия войн между Римской республикой и Понтийским царством в I веке до н. э. Названы по имени понтийского царя Митридата VI Евпатора.
Борьба римлян с Понтийским царством началась ещё во II веке до н. э. Под давлением римлян понтийский царь Фарнак I был вынужден после войны с пергамским царём Евменом II уступить ему Каппадокию. Сын и преемник Фарнака, Митридат V Эвергет, союзник римлян, в награду за участие в усмирении Аристоника, получил от римского проконсула в Малой Азии  Аквилия Непота Фригию. Но вслед за тем, воспользовавшись малолетством царя Митридата VI Евпатора, сына и наследника Митридата V, римляне  у Понтийского царства Фригию отобрали. Это вызвало y Митридата ненависть к Риму, и с этих пор изгнание римлян из Азии стало главной целью его жизни.

## Первая Митридатова война(89—85 до н. э.)
Достигнув совершеннолетия, Митридат начал с того, что покорил Херсонес Таврический и скифские племена, обитавшие на северных берегах Меотиды (Азовского моря) и Понта Евксинского (Чёрного моря), вступил в сношения с сарматами и, таким образом, уже заранее готовил Риму многочисленных врагов. Затем он завладел, против воли Рима, Пафлагонией и Каппадокией. Римляне объявили Пафлагонию и Каппадокию независимыми и утвердили на престоле последней царя Ариобарзана. Это стало причиной войны с Римом.
Митридат послал своего сына Аркафия с войском в Каппадокию, который изгнал Ариобарзана и овладел этой областью. Римские войска, находившиеся в Малой Азии, составили три армии. Кассий с одной расположился на границах Вифинии, Аквилий с другой — на границах Вифинии и Пафлагонии, a Оппий с третьей двинулся в Каппадокию; туда же через Пафлагонию двинулся и вифинский царь Никомед IV Филопатор (66 тысяч человек); римский флот расположился y Византия для препятствования флоту Митридата выхода из Понта Евксинского. Но все эти силы, вместе взятые, были ничтожны в сравнении с силами Митридата, y которого насчитывалось до 250 тысяч пехоты и 40 тысяч конницы с 130 боевыми колесницами, a флот состоял из 400 судов. Война в самом начале ознаменовалась победами полководцев Митридата над Никомедом в Пафлагонии. Следствием этого стало покорение Митридатом всей этой страны. Затем, двинувшись через нее к границам Вифинии, где были расположены Аквилий и с остатками своей армии Никомед, полководцы Митридата нанесли здесь войскам Аквилия полное поражение. Не смея более сопротивляться Митридату в поле, римляне заперлись в Апамее, Пергаме, Родосе и Лаодикее, a римский флот очистил Боспор Фракийский. Вслед за тем Митридат в несколько недель покорил Вифинию, Фригию, Мизию, римскую область Азию, Ликию, Памфилию и Ионию.
При вести о захвате Митридатом значительной части Малой Азии, Сенат решил объявить ему войну и возложил её ведение на легата Луция Корнелия Суллу. Но легат Гай Марий из личной ненависти к Сулле решил отнять y него командование в войне с Митридатом. На этой почве между Марием и Суллой вспыхнула война. Митридат не преминул воспользоваться этим, чтобы распространить и упрочить свои завоевания и влияние в Малой Азии, увеличить свои силы и довершить свои военные приготовления. Завладев всей Малой Азией, он в 88 году послал одного из своих сыновей с войсками через Фракию в Македонию, a Архелая и нескольких других своих полководцев, в том числе Менофана, с войсками и флотом — в Грецию. Они покорили все греческие острова, что вызвало по всей Греции восстание против римского господства.
Между тем, полководец Митридата Митрофан высадился с войсками на берег Фессалии, a сын Митридата, посланный в Македонию, готовился вступить в Грецию с севера. Однако, Митридату не удалось овладеть Грецией, так как римские войска Бруттия Суры вынудили Митрофана сесть обратно на суда и удалиться от берегов Фессалии, a затем в сражении при Херонее положили предел дальнейшему движению и успехам Архелая.
Весной 87 года в Грецию прибыл Сулла с пятью легионами. Усилив себя частью этолийских и фессалийских войск, он двинулся к Афинам, как центру восстания в Греции, и одной частью своей армии осадил этот город, a другой — его гавань Пирей, где заперся. В начале 86 года Сулле удалось приступом овладеть Афинами, и Архелай после упорного сопротивления очистил Пирей и удалился в Мунихий (другую укреплённую гавань Афин). Сулла, не имея ни флота, ни времени для осады Мунихии, сжег Пирей и направился в Беотию, навстречу полководцу Митридата Таксилу, двигавшемуся с армией (100 тысяч пехоты, 10 тысяч конницы и 90 колесниц) через Фракию и Македонию в Грецию. Армия Суллы была слабее армии Таксила, однако, ему удалось при Херонее нанести войскам Митридата поражение. Узнав об этом, Митридат двинул в Грецию через Фракию и Македонию новую армию Дорилея. Соединившись в Македонии с остатками армии Таксила (около 10 тысяч человек), находившихся под командованием Архелая, Дорилей вступил в Беотию. Здесь при Орхомене войска Дорилея и Архелая встретились с армией Суллы и снова потерпели поражение. Победа Суллы и восстание, поднятое против Митридатa в Малой Азии приверженцами Рима, вынудили понтийского царя начать в 85 году с Суллой переговоры о мире. Но так как последний поставил очень тяжёлые условия мира, то Митридат стал оттягивать их утверждение. Тогда легат Фимбрий переправился с римскими войсками из Византия в Вифинию, разбил войска Митридата, защищавшие эту область, вынудил его бежать из Пергама в Питану и осадил его с суши.
Вслед за тем через Геллеспонт на римских судах легата Луция Лициния Лукулла переправилась армия Суллы. Митридату пришлось согласиться на условия мира: он отказался от своих завоеваний, заплатил римлянам 2 тысячи талантов и передал им 70 судов своего флота. Возвратив области Малой Азии под римское господство, Сулла оставил в этих областях легата Мурену с двумя легионами, a сам отправился в Грецию.

## Вторая Митридатова война(83—81 до н. э.)
В 83 году Мурена, желавший триумфа, вступил, без объявления войны, в Каппадокию, истребил отряд конницы Митридата и овладел городом Комана. Затем Мурена двинулся к реке Галис, куда навстречу ему направился и Митридат. В сражении, произошедшим между ними на берегах Галиса, Мурена потерпел поражение и отступил во Фригию, a Митридат — в Колхиду. В 81 году Сулла, принявший звание диктатора, приказал Мурене прекратить войну. 

## Третья Митридатова война(74—63 до н. э.)
Война была начата Митридатом из-за Вифинии, которая, по завещанию умершего царя Никомеда IV, должна была перейти во власть Рима. Митридат, давно уже мечтавший завладеть Вифинией, вторгся в 74 году в эту страну с огромной армией (120 тысяч пехоты, 16 тысяч конницы и 100 колесниц), разбил посланного против него консула Котту в один и тот же день на суше и на море, близ Халкедона, и осадил этот город, где заперся Котта с остатками своей армии.
На помощь Котту в Вифинию двинулся консул Лукулл. Митридат прекратил осаду Халкедона и направился навстречу Лукуллу во Фригию. Лукулл уклонился от боя и расположил свои войска в лагере, рассчитывая, что Митридат, оставаясь против римского лагеря, вскоре почувствует недостаток в продовольствии и вынужден будет отступить. Ожидания Лукулла оправдались: Митридат отступил и осадил с суши и с моря Кизик. Лукулл двинулся вслед за ним, расположился лагерем близ Кизика и стал препятствовать подвозу с суши продовольствия для Митридата. Последний, желая облегчить тяжкое положение своих войск, отправил в Вифинию всю свою конницу, весь вьючный скот и наиболее пострадавшую часть пехоты. Но Лукулл двинулся вслед за этими войсками с конницей и 10 когортами пехоты и, настигнув, часть их истребил и взял в плен, часть же рассеял.
Митридат, между тем, продолжал осаждать Кизик, пока зимние бури не вынудили его снять осаду. Сам Митридат со своим флотом отправился в Парию, а остатки его сухопутной армии (30 тысяч человек), направившиеся в Лампсак, были настигнуты Лукуллом близ реки Граник и истреблены римлянами. Лишившись почти всей своей сухопутной армии, Митридат сохранил свой флот, но в 73 году во время бури близ Парии он потерял множество судов и вынужден был укрыться в Никомедии. Здесь его осадили войска консула Котты и легата Триария. Однако, Митридат не упал духом и отправил часть своего флота в Италию, с целью поддержать предводителя восставших италийских рабов Спартака. Узнав об этом, Лукулл отправился со своим флотом вслед за эскадрой Митридата и при острове Лемносе разбил её.
Узнав о поражении своего флота, Митридат покинул Никомедию и с оставшимися y него судами двинулся морем в Понт. Но на пути суда его были частью потоплены, частью рассеяны бурей. Прибыв в Амиз и не имея ни армии, ни флота, Митридат обратился с просьбой о помощи к царям скифским, парфянскому и армянскому. Из них только армянский царь Тигран II обещал ему свою помощь, но медлил начать войну.
Между тем, Лукулл, заняв Вифинию, двинулся в Понт. Весной 72 года римские войска встретились в Понте с небольшой армией (44 тысяч человек) Митридата. Не решаясь вступить в открытый бой, противники ограничивались действиями против коммуникаций друг друга. В одном их таких дел войска Митридата понесли поражение, распространившее в его стане такое смятение, что вся понтийская армия обратилась в бегство. Митридат бежал в Большую Армению к своему тестю Тиграну. Эта победа отдала во власть римлян весь Понт.
Утвердившись в Понте, Лукулл потребовал от Тиграна выдачи Митридата, но получил отказ и стал готовиться к вторжению в Большую Армению. Весной 70 года он с небольшой армией (15 тысяч человек) двинулся к Тигранокерту. Тигран не ожидал нападения Лукулла и не принял мер для обороны Армении. Высланный им навстречу римлянам отряд Митробарзана потерпел поражение, после чего Тигран удалился из столицы к хребту Тавр и начал там собирать свои войска.
Лукулл, между тем, осадил Тигранокерт. Тигран, собрав огромную армию (260 тысяч человек), двинулся на освобождение своей столицы. Между тем, Лукулл, оставив часть своей пехоты против Тигранокерта, с остальной римской армией пошел навстречу Тиграну, напал на него, обратил его войска в бегство и, преследуя их, большую часть истребил. Тигран бежал к Тавру и вместе с Митридатом начал собирать там новые войска.
Тигранокерт была взята римлянами. Лукулл перешел через Тавр и направился к Артаксате, другой столице Тиграна. Последний, успев собрать 100 тысяч человек, преградил ему путь к Артаксате, расположившись за рекой Арианием. Но Лукулл перешёл через реку и обратил армию армянского царя в бегство. Однако, взять Артаксату и довершить покорение Большой Армении Лукуллу не удалось. Тогда он перешёл обратно Тавр, взял Нисибин и расположился в нем на зиму.
Воспользовавшись отставанием Лукулла, Тигран зимой с 70 на 69 год успел снова завладеть частью Армении. В начале 69 года в войсках Лукулла, не любивших его за его строгость, началось сильное брожение. Этим не преминули воспользоваться Тигран и Митридат. Первый осадил в одной крепости римского легата Фанния и вынудил бы его к сдаче, если бы Лукулл не явился на выручку; второй вернулся с 8 тысячами человек в Понт, разбил легата Фабия Адриина, осадил его в Кабире, но был вынужден вскоре снять осаду и удалиться из Понта, так как узнал о приближении легата Триария со значительным отрядом. Однако, весной того же года, усилив свои войска новобранцами, Митридат снова двинулся против Триария и разгромил его в бою при Зеле.
Узнав о поражении Триария, Лукулл прибыл со своей армией в Понт, но Митридат стал уклоняться от боя с ним, выжидая прибытия Тиграна, спешившего ему на помощь. Лукулл хотел двинуться навстречу Тиграну, но его армия отказалась ему повиноваться. Это обстоятельство дало возможность Митридату утвердиться в Понте, a Тиграну — в Армении.
В 68 году Сенат вверил командование в войне против Митридата и Тиграна Гнею Помпею, который воспользовался своим сильным флотом, чтобы отрезать Митридату и Тиграну подвоз морем. Затем он предложил Митридату сдаться. Последний в это время лишился содействия Тиграна, против которого восстал собственный сын Фарнак.
Несмотря на трудность предстоявшей ему борьбы, Митридат отказался сдаться и начал вести в пределах Понта малую войну против Помпея, который прибег к тому же способу действий. Помпею удалось неожиданным нападением уничтожить почти всю конницу Митридата, a его самого окружить. Но Митридат ночью прорвался сквозь римскую армию и направился в Армению. Помпей нагнал его войска близ Евфрата, неожиданно атаковал ночью на походе и разбил. Митридат спасся бегством.
В 65 году Митридат, овладев Боспором Киммерийским и Херсонесом Таврическим, уведомил Помпея, что согласен платить римлянам дань, если они возвратят ему Понт. Помпей, уже победивший Тиграна, потребовал, чтобы Митридат явился к нему с покорностью. Митридат отказался и стал готовиться к новой войне, намереваясь двинуться сухопутным путём, через земли скифов и германцев, в Северную Италию. Это возбудило неудовольствие в его войсках; в 63 году они взбунтовались, объявили сына его Фарнака царём и осадили Пантикапейсую крепость, где заперся Митридат. Последний, видя полное крушение всех своих надежд, упросил одного из своих приближенных пронзить его мечом.
Помпей, между тем, после бегства Митридата в Боспорское царство пытался двинуться вслед за ним сухопутным путем через Кавказский проход, но встретил такие затруднения со стороны природы и воинственных жителей, что вынужден был вернуться в Армению.
После смерти Митридата Фарнак изъявил полную покорность римлянам, за что Помпей сохранил ему царство.

## Источник
- Понтийские войны // Военная энциклопедия : [в 18 т.] / под ред. В. Ф. Новицкого … [и др.]. — СПб. ; [М.] : Тип. т-ва И. Д. Сытина, 1911—1915.